# Поминальный храм Аменхотепа III

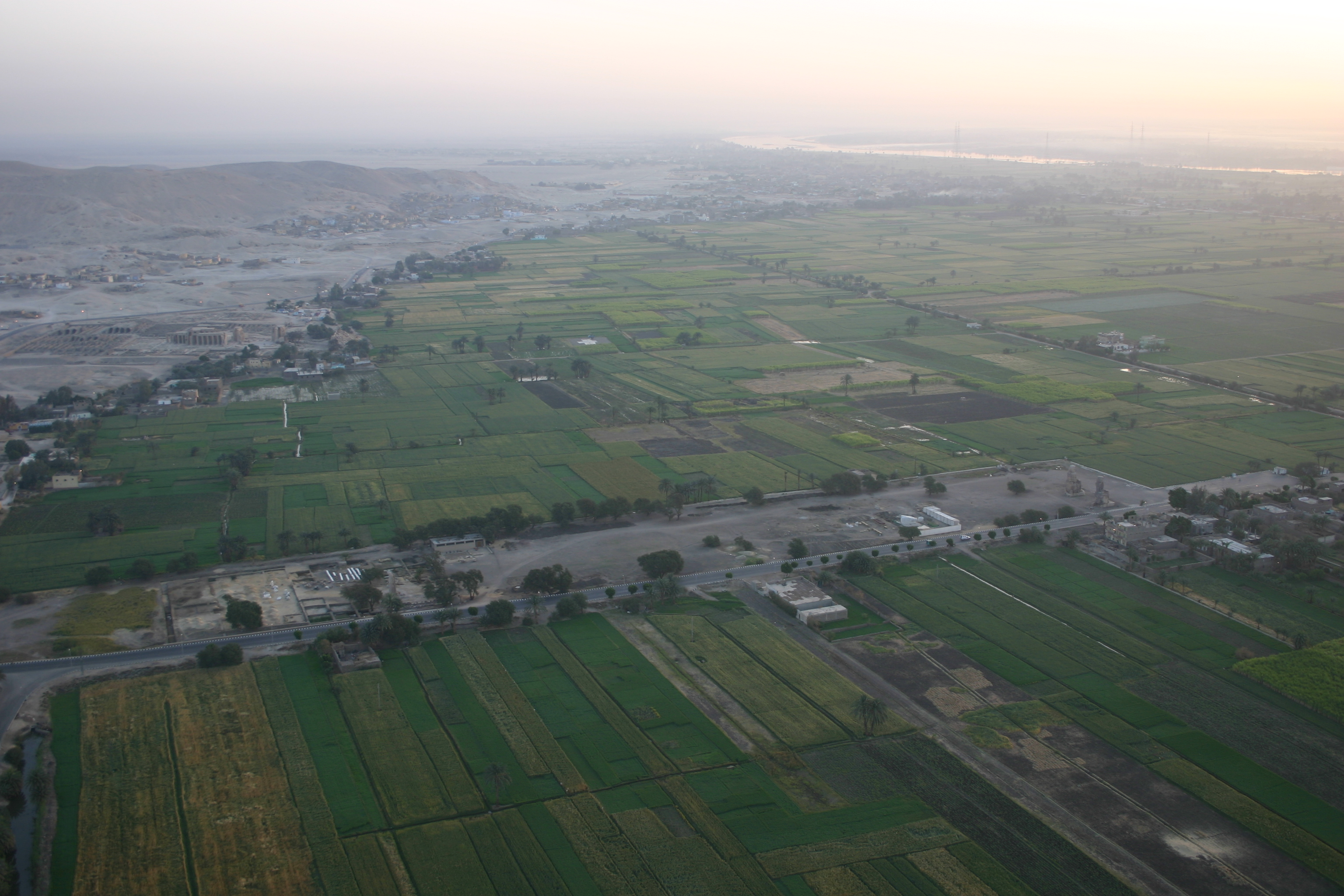
Вид на храм с высоты птичьего полета

Поминальный храм Аменхотепа III относится к Фиванскому некрополю и расположен на западном берегу Нила напротив Луксора. Он был построен для фараона Аменхотепа III. Он был одним из крупнейших поминальных храмов в окрестностях Фив, больше комплекса Карнака, и располагался на площади в 350 000 кв. м. Местность, где находился храм, сегодня называется 'Ком эль-Хеттан'.
К настоящему времени от него осталось только небольшое количество обломков, в частности, Колоссы Мемнона — две массивные 18 метровые статуи Аменхотепа, стоящие у ворот. Будучи построенным близко к реке, он разрушался быстрее, чем иные поминальные храмы. Также он использовался как источник строительных материалов для более поздних сооружений. Гранитная стела Аменхотепа была найдена в храме Мернептаха, в ста метрах севернее.
Местность Ком эль-Хеттан была включена в список надзора Международного Фонда Памятников в 1998 и 2004 годах.

## Описание храма
Храм стоял лицом к востоку, где протекал Нил и был полностью окружен стеной. Комплекс был разделен кирпичными пилонами на четыре двора а само здание храма находится в его южной части. Первый пилон сторожили две статуи Аменхотепа III (Колоссы Мемнона). От третьего пилона к четвертому вела аллея сфинксов, за которой находился обширный солнечный двор, окруженный несколькими рядами папирусообразных колонн, высотой в 14 метров. На западе и востоке между колоннами первого ряда стояли статуи царя, высеченные из кварцита и гранита. В южной части двора была найдена и восстановлена стела с изображениями фараона и царицы Тии, и надписями, повествующими о достижениях Аменхотепа.
С севера и юга к храму примыкали святилища Амона-Ра и Птаха-Сокара-Осириса. Внутри храмовой стены были найдены следы хозяйских построек, садов и озера. У храма был неглубокий фундамент, и по всей видимости, он был разрушен землетрясением в правление Мернептаха.

## Археологические раскопки на территории храма
В 1934 г. храм был обследован немецкой экспедицией под руководством Герберта Рике, однако раскопки начались только в 1964 г. С 1998 г. здесь работает германо-египетская экспедиция.

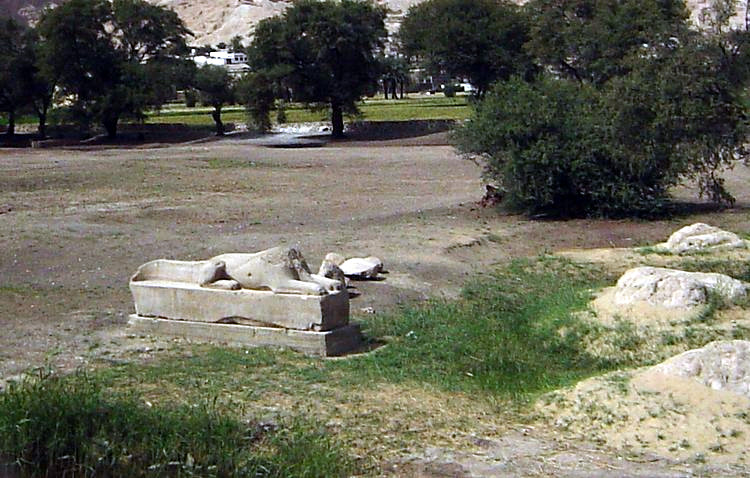
Сфинкс с телом крокодила

В храме было найдено большое количество статуй и стел: статуи богини Сехмет, сфинксы с телами крокодилов, сфинксы с головами Анубиса и статуи гиппопотамов.
В 2003 году в Ком эль-Хеттан была обнаружена массивная статуя царицы Тии.

## Вторичное использование материалов храма
Каменные блоки из храма Аменхотепа III пошли на возведение храмов Мернептаха в Мединет-Абу и Хонсу в Карнаке. Два сфинкса перевезли в Санкт-Петербург и установили на набережной Невы.